# Sings the stories of 6 girls
『sings the stories of 6 girls』（シングス・ザ・ストーリーズ・オブ・シックス・ガールズ）は、日本のミュージシャン土岐麻子の通算15枚目のミニ・アルバムである。2011年11月23日発売。発売元はrhythm zone。通常盤とDVD付きの2種リリース。

## 収録曲
1. HIBIKI[5:00]
作詞：土岐麻子　作曲・編曲：川口大輔
2. Gift〜あなたはマドンナ〜 /sings with EPO[4:43]
作詞：小野健、EPO　作曲：EPO　編曲：松本晃彦
3. 悲しくて笑った[5:46]
作詞・作曲：EPO　編曲：川口大輔
4. ひふみうた[2:43]
作詞・作曲：ヒミキヨノ　編曲：徳澤青弦
5. Mr.Summertime[4:51]
作詞：土岐麻子　作曲：福山輝彦　編曲：川口大輔
2011年7月に配信限定でリリースされた。
6. NEW YEAR,NEW DAY[4:54]
作詞：土岐麻子　作曲・編曲：川口大輔

## DVD(CD+DVD盤のみ)
2011年7月26日にBillboard Live TOKYOで行われた「土岐麻子 see the 'LIVE' LIGHT! －往く手を照らせ－」のライブ映像が収められている。
1. サマーヌード
2. smilin'
3. Mr. Summertime
4. い・け・な・い ルージュマジック
5. Flamingo
6. How Beautiful